# ヨーロッパオープン・ブラチスラヴァ
ヨーロッパオープン・ブラチスラヴァ(European Open Bratislava)はスロバキアのブラチスラヴァで開催される柔道の国際大会。

## 来歴
2009年よりIJFワールド柔道ツアーの一環として、グランドスラム、グランプリに次ぐ位置付けとなったコンチネンタルオープンのうちの1大会。なお、今大会は世界ランキング対象大会であるが、国際柔道連盟主催ではなく大陸連盟主催の大会であるため、ワールド柔道ツアーには含まれない。今大会は2020年2月に初開催となった。

## 名称の変遷
- ヨーロッパオープン・ブラチスラヴァ European Open Bratislava (2020-)

## 優勝者

### 女子
| 年     | 48 kg級 | 52 kg級  | 57 kg級              | 63 kg級                | 70 kg級            | 78 kg級    | 78 kg超級          |
| 2020年 | 小倉葵  | 武田亮子 | ケテリン・ナシメント | ケトレイン・クアドロス | アンカ・ポガツニク | 佐々木ちえ | マリア・アルテマン |

## 外部サイト
- European Open Bratislava